# سیارک ۳۷۱۷
سیارک ۳۷۱۷ (به انگلیسی: 3717 Thorenia، نامگذاری:1964CG) سه هزار و هفتصد و هفدهمین سیارک کشف شده‌است که در ۱۵ فوریه ۱۹۶۴ کشف شد.
قدر مطلق سیارک برابر ۱۱٫۸۰ است.